# غادة مصلي
غادة مصلي(19 أكتوبر 1981-) إعلامية سعودية.

## حياتها الشخصية
ولدت في مدينة جدة لأب وأم سعوديين من مكة المكرمة
حاصلة على بكالوريوس إدارة الأعمال ودبلوم علم اجتماع
في يوليو 2020 أعلنت زواجها من الكابتن الطيار «سهيل أبو سمح»

## مشوارها المهني
دخلت غادة مجال الإعلام عام 2004 بمحض الصدفة أثناء زيارتها إلى لبنان حيث كانت جالسة في أحد مقاهي بيروت ولم يكن ضمن مخططاتها أن تصبح مقدمة تلفزيونية، لكن حين شاهدتها سيدة تعمل في شركة «روتانا» طلبت منها أن تجري اختباراً للمذيعات وذهبت وهي غير مقتنعة بالأمر لكنها نحجت وتم قبولها واستطاعت أن تحقق نجاحاً كبيرا
بدأت بتقديم البرنامج الشبابي روتانا كافيه لمدة ثلاثة سنوات على قناة روتانا موسيقى
قدمت عدداً من الإعلانات التجارية التي لا تتعارض مع تقاليدها كفتاة سعودية من مجتمع محافظ أولها كان لأحد مساحيق التنظيف 
عام 2008 إنتقلت عام لشاشة ال بي سي الفضائية اللبنانية لتقديم برنامج عيشوا معنا بمشاركة علي العلياني ومنى سراج لتنفرد بعده بتقديمه وحدها الذي اختص بالقضايا التي تخص المجتمع السعودي على جميع الأصعدة استمر البرنامج قرابة ثلاث سنوات ليتوقف بعد الخلافات التي حلت في المؤسسة اللبنانية للإرسال وفض شركة باك وانفصال القناتين الأرضية والفضائية
عام 2010 إنتقلت لقناة الآن التي تبث من الإمارات العربية المتحدة حتى مايو 2011 حيث قدمت برنامج بعنوان  حياكم الموجه للرجل والمرأة 
عام 2013 عينت كمستشارة في مهرجان الأعلام العربي
في مارس 2015 أطلت من جديد على قناة روتانا خليجية لتقديم برنامج سيدتي المختص بشؤون المرأة العربية
في مارس 2016 إنضمت لأسرة برنامج صباح الخير يا عرب لتقدمه بمشاركة بدر آل زيدان وهاني الحامد لتلتقي من جديد مع زميلتها لجين عمران بعد أحد عشر عاما من الانطلاقة

## البرامج التي قدمتها
| البرنامج          | القناة                      | العام              |
| ----------------- | --------------------------- | ------------------ |
| روتانا كافيه      | روتانا موسيقى               | 2004-2007          |
| عيشوا معنا        | ال بي سي الفضائية اللبنانية | 2008-2010          |
| حياكم             | قناة الآن                   | 2010-2011          |
| سيدتي             | روتانا خليجية               | 2015               |
| صباح الخير يا عرب | إم بي سي 1                  | مارس 2016-حتى الآن |